# Fritz von Bernuth (General)
Fritz Louis von Bernuth (* 15. Dezember 1819 in Münster; † 6. Oktober 1906 in Wiesbaden) war ein preußischer Generalmajor.

## Leben

### Herkunft
Fritz war der Sohn des preußischen Oberlandesgerichtspräsidenten in Münster Karl von Bernuth (1774–1843) und dessen Ehefrau Luise, geborene Freiin von der Recke (1787–1862) aus dem Hause Uentrop. Der spätere preußische Staats- und Justizminister August von Bernuth (1808–1889) war sein älterer Bruder.

### Militärkarriere
Bernuth besuchte die Kadettenhäuser in Potsdam und Berlin. Anschließend trat er am 4. August 1837 als Portepeefähnrich in das 8. Husaren-Regiment der Preußischen Armee ein und avancierte Mitte April 1839 zum Sekondeleutnant. 1846/47 war er als Lehrer an die Divisionsschule in Düsseldorf kommandiert. 1849 nahm Bernuth während des Krieges gegen Dänemark an den Gefechten bei Dons und Aarhuus teil. Im gleichen Jahr wurde er Regimentsadjutant und war 1850 während der Mobilmachung als Adjutant der 3. Kavallerie-Division tätig. Bis Mitte September stieg Bernuth zum Rittmeister auf. 1855 folgte seine Kommandierung als Eskadronführer beim Stamm des Landwehr-Bataillons in Attendorn und im Jahr darauf beim 8. Landwehr-Husaren-Regiment in Paderborn. Mit seiner Versetzung in das 5. Ulanen-Regiment wurde Bernuth Mitte August 1857 zunächst als Adjutant der 8. Division, Anfang Februar 1859 der 7. Division und Mitte März 1859 beim Generalkommando des IV. Armee-Korps kommandiert. Von Juli 1860 bis November 1861 war er als Eskadronchef im neu aufgestellten Ulanen-Regiment Nr. 11 tätig. Unter Beförderung zum Major wurde er anschließend in den Großen Generalstab versetzt und in verschiedene Divisionsstäbe kommandiert. Bei der 11. Division machte Bernuth 1864 während des Krieges gegen Dänemark den Übergang nach Alsen mit. Dabei lernte er den Prinzen Friedrich Karl von Preußen kennen, der ihn nach dem Krieg als persönlichen Adjutanten anforderte.
In dieser Stellung nahm Bernuth 1866 während des Krieges gegen Österreich an den Kämpfen bei Liebenau, Münchengrätz und Königgrätz teil. Für sein Verhalten mit dem Kronenorden III. Klasse mit Schwertern ausgezeichnet, avancierte er zum Oberstleutnant und wurde am 30. Oktober 1866 zum Kommandeur des Husaren-Regiments Nr. 14 ernannt. In dieser Eigenschaft stieg Bernuth Anfang Juli 1869 zum Oberst auf und führte sein Regiment 1870/71 während des Krieges gegen Frankreich in den Schlachten bei Weißenburg, Wörth und Sedan, sowie der Beschießung von Pfalzburg und der Belagerung von Paris. Ausgezeichnet mit dem Eisernen Kreuz II. Klasse schloss sich am 23. November 1871 unter Stellung à la suite der Armee eine Verwendung als Chef des Stabes der III. Armee-Inspektion an. Unter Stellung à la suite des 2. Hessischen Husaren-Regiments Nr. 14 wurde Bernuth am 31. Oktober 1872 zum Kommandeur der 21. Kavallerie-Brigade in Frankfurt am Main ernannt und als solcher am 22. März 1873 zum Generalmajor befördert. Am 16. August 1873 stellte man ihn unter Verleihung des Roten Adlerordens II. Klasse mit Eichenlaub und Schwertern am Ringe mit der gesetzlichen Pension zur Disposition.
Bernuth, der Ehrenritter des Johanniterordens war, verstarb unverheiratet in Wiesbaden.